# سلامة المناجم
سلامة المناجم هو مصطلح واسع يشير إلى ممارسة التحكم في مجموعة واسعة من المخاطر وإدارتها المرتبطة بدورة حياة الأنشطة المتعلقة بالتعدين. تتضمن ممارسة السلامة في المناجم تنفيذ ضوابط المخاطر المعترف بها و/ أو الحد من المخاطر المرتبطة بأنشطة التعدين إلى مستويات مقبولة قانونياً واجتماعياً وأخلاقياً. في حين أن المبدأ الأساسي لسلامة المناجم هو إزالة مخاطر الصحة والسلامة لعمال المناجم، قد تركز ممارسات سلامة التعدين أيضًا على تقليل المخاطر التي تتعرض لها المنشأة (الآلات) جنبًا إلى جنب مع بناية وهيكل المنجم.
لطالما كانت السلامة مصدر قلق في أعمال التعدين، خاصة في التعدين تحت الأرض. تضمنت كارثة منجم كوريير، وهي أسوأ حادثة تعدين في أوروبا، مقتل 1099 من عمال المناجم في شمال فرنسا في 10 مارس 1906. لم تتجاوز هذه الكارثة إلا حادثةُ منجم بينكسيهو في الصين في 26 أبريل 1942، والتي أودت بحياة 1549 من عمال المناجم. بينما يعد التعدين اليوم أكثر أمانًا مما كان عليه في العقود السابقة، لا تزال حوادث التعدين تحدث. تشير الأرقام الحكومية من الصين إلى أن 5000 عامل منجم صيني يموتون في حوادث كل عام، بينما أشارت تقارير أخرى إلى رقم يصل إلى 20,000. تستمر حوادث التعدين في جميع أنحاء العالم، بما في ذلك الحوادث التي تسببت في عشرات الوفيات في وقت واحد مثل كارثة منجم أوليانوفسكايا لعام 2007 في روسيا، وانفجار منجم هيلونغجيانغ في الصين عام 2009، وكارثة منجم أبر بيج برانش عام 2010 في الولايات المتحدة.

## المخاطر والوقاية

### التهوية داخل المناجم
تهوية التعدين هي مصدر قلق كبير لسلامة العديد من عمال المناجم. تؤدي التهوية السيئة داخل المناجم الموجودة تحت سطح الأرض إلى التعرض للغازات الضارة والحرارة والغبار، والتي يمكن أن تسبب المرض والضرر والوفاة. يمكن بشكل عام التحكم في تركيز الميثان وغيره من الملوثات المحمولة جواً تحت الأرض عن طريق تخفيفه (التهوية)، أو التقاطه قبل دخول تيار الهواء المضيف (تصريف الميثان)، أو العزل (الأختام والسدادات). وقد أُعِد نظام تهوية لإجبار تيار من الهواء عبر مناطق العمل بالمنجم بالدوران، حيث يُنشئ دوران الهواء اللازم للتهوية الفعالة للمنجم عن طريق واحد أو أكثر من مراوح المنجم الكبيرة، والتي توجد عادةً فوق الأرض. يتدفق الهواء في اتجاه واحد فقط، ما يجعل الهواء يدور عبر المنجم بحيث تتلقى كل منطقة عمل رئيسية باستمرار الهواء النقي. يساعد التخفيف أو الرش في مناجم الفحم أيضًا في الحفاظ على مستويات الغبار منخفضة: عن طريق رش الماكينة بالماء وتصفية المياه المحملة بالغبار بمروحة جهاز التنظيف، يمكن لعمال المناجم أن يحبسوا الغبار بنجاح.
يمكن للغازات في المناجم أن تسمم العمال أو تحل محل الأكسجين في المنجم، ما يتسبب في الاختناق. لهذا السبب، أمرت إدارة سلامة المناجم والصحة في الولايات المتحدة مجموعات من عمال المناجم في الولايات المتحدة بحمل معدات الكشف عن الغاز المحمولة والتي يمكنها الكشف عن أكثر الغازات شيوعًا، مثل CO، O 2، H 2 S ،CH 4، وكذلك لحساب النسبة المئوية للحد الأدنى للانفجار. تتطلب اللائحة أن يتوقف كل الإنتاج إذا كان هناك تركيز 1.4٪ من الغاز القابل للاشتعال. بالإضافة إلى ذلك، يتم طلب مزيد من التنظيم للكشف عن المزيد من الغازات حيث يتم تقديم تقنية أحدث مثل تقنية الناتو.

### اشتعال الغاز
غاز الميثان المشتعل هو مصدر شائع للانفجارات في مناجم الفحم، والتي بدورها يمكن أن تبدأ انفجارات غبار الفحم على نطاق أوسع. لهذا السبب، ينتشر غبار الصخور مثل غبار الحجر الجيري في جميع أنحاء مناجم الفحم لتقليل فرص انفجار غبار الفحم وكذلك للحد من مدى الانفجارات المحتملة، في عملية تعرف باسم غبار الصخور. يمكن أن تبدأ انفجارات غبار الفحم أيضًا بشكل مستقل عن انفجارات غاز الميثان. يمكن للحرارة الاحتكاكية والشرر الناتجين عن معدات التعدين أن تشعل غاز الميثان وغبار الفحم. لهذا السبب، غالبًا ما يستخدم الماء لتبريد مواقع قطع الصخور.

### الضوضاء
يستخدم عمال المناجم معدات قوية بما يكفي لاختراق الطبقات شديدة الصلابة من قشرة الأرض. يمكن أن تتسبب هذه المعدات، جنبًا إلى جنب مع مساحة العمل المغلقة التي يعمل فيها عمال المناجم تحت الأرض، في فقدان السمع. على سبيل المثال، يمكن لمسامير السقف (التي يستخدمها مشغلو مسامير سقف المنجم) أن تصل إلى مستويات طاقة صوتية تصل إلى 115 ديسبل. بالاقتران مع التأثيرات الارتدادية للمناجم تحت الأرض، فإن عامل المنجم الذي لا يتمتع بحماية سمعية مناسبة معرض لخطر كبير لفقدان السمع. بحلول سن الخمسين، يعاني ما يقرب من 90٪ من عمال مناجم الفحم في الولايات المتحدة من بعض فقدان السمع، مقارنة بـ 10٪ فقط بين العمال الذين لا يتعرضون لضوضاء عالية. تعتبر مسامير السقف من بين الآلات ذات الصوت الأعلى، ولكن ماكينات التعدين البريمة، والجرافات، وآلات التعدين المستمر، والرافعات الأمامية، والسيارات والشاحنات المكوكية هي أيضًا من بين تلك الآلات الأكثر مسؤولية عن الضوضاء المفرطة في أعمال المناجم.
تتضمن إستراتيجية الوقاية المفضلة ضوابط هندسية للقضاء على مصادر الضوضاء. يمكن أيضًا استخدام الضوابط الإدارية وحماية السمع عندما تكون الضوابط الهندسية غير مجدية.

### الكهوف وشلالات الصخور
نظرًا إلى أن التعدين يستلزم إزالة الأوساخ والصخور من موقعها الطبيعي، وبالتالي إنشاء حفر وغرف وأنفاق كبيرة فارغة، فإن الكهوف وكذلك الشلالات الأرضية والصخرية هي مصدر قلق كبير داخل المناجم. أدت التقنيات الحديثة للأخشاب والجدران والأسقف داخل المناجم الموجودة تحت سطح الأرض إلى تقليل عدد الوفيات بسبب الكهوف، لكن السقوط الأرضي لا يزال يمثل ما يصل إلى 50 ٪ من وفيات التعدين. حتى في الحالات التي لا يكون فيها انهيار المنجم مميتًا على الفور، يمكن أن يؤدي إلى محاصرة عمال المناجم في أعماق الأرض. غالبًا ما تؤدي مثل هذه الحالات إلى جهود إنقاذ رفيعة المستوى، مثل عندما حوصر 33 عاملاً من عمال المناجم التشيليين في أعماق الأرض لمدة 69 يومًا في عام 2010.

### التعرض للحرارة
قد تؤدي درجات الحرارة المرتفعة والرطوبة المرتفعة إلى أمراض مرتبطة بالحرارة، بما في ذلك ضربة الشمس، والتي يمكن أن تكون قاتلة. كما يشكل وجود المعدات الثقيلة في الأماكن الضيقة خطرًا على عمال المناجم. لتحسين سلامة عمال المناجم، تستخدم المناجم الحديثة التشغيل الآلي والتشغيل عن بعد، بما في ذلك على سبيل المثال، معدات مثل المجرفات الآلية وكاسرات الصخور التي يتم تشغيلها عن بُعد. ومع ذلك، على الرغم من التحسينات الحديثة لممارسات السلامة، لا يزال التعدين مهنة خطيرة في جميع أنحاء العالم.

### استخدام المتفجرات
تُستخدم المتفجرات في المناجم لأغراض البناء، ولكن يمكن أن تكون خطرة إذا لم تُتخذ تدابير السلامة المناسبة. على سبيل المثال، تناثر الصخور المتطايرة خارج موقع الانفجار يتسبب في إصابات شخصية وإلحاق أضرار بالممتلكات.